# بانگرین (زیمتنگا)
بانگرین شهری در شهرستان زیمتنگا در استان بام در بورکینافاسوی شمالی است و جمعیت آن ۶۳۹ نفر است.